# Hyaena
Hyaena è un genere di Mammiferi appartenenti all'ordine dei Carnivora ed alla famiglia Hyaenidae.

## Specie
Il genere comprende le due sole specie viventi di iene: 
- Hyaena brunnea diffusa in Sud Africa
- Hyaena hyaena diffusa in Africa settentrionale e orientale, Medio Oriente, Caucaso, Asia centrale e subcontinente indiano.

Hyaena brunnea  è stata talvolta collocata in un genere separato (Parahyaena) o inclusa nel genere altrimenti fossile Pachycrocuta, ma gli studi recenti tendono a collocarla in Hyaena.